# Białogrzybówka stożkowata
Białogrzybówka stożkowata (Hemimycena pseudolactea Kühner) – gatunek grzybów z rodziny grzybówkowatych (Mycenaceae).

## Systematyka i nazewnictwo
Pozycja w klasyfikacji według Index Fungorum: Hemimycena, Mycenaceae, Agaricales, Agaricomycetidae, Agaricomycetes, Agaricomycotina, Basidiomycota, Fungi.
Po raz pierwszy takson ten zdiagnozował Robert Kühner w 1938 r.
Synonimy:
- Helotium pseudolacteum (Kühner) Redhead 1982
- Hemimycena pseudolactea f. platyspora H. Lehmann 2018
- Hemimycena pseudolactea f. platyspora H. Lehmann 2019
- Marasmiellus pseudolacteus (Kühner) Singer 1951
- Mycena pseudolactea Kühner 1938

Polską nazwę zaproponował Władysław Wojewoda w 2003 r.

## Morfologia
Kapelusz
Średnica 3–10 mm, kształt wypukły lub stożkowato-wypukły, później bardziej rozpostarty. Jest higrofaniczny, o brzegach prążkowanych. Powierzchnia biała, na środku ochrowa i naga.
Blaszki
Rzadkie, dochodzące do brzegu kapelusza, wąskie, białe.
Trzon
Wysokość 10–30 mm, grubość 0,7–1 mm, cylindryczny, prawie nagi lub oprószony, delikatnie owłosiony tylko przy podstawie, biały.
Cechy mikroskopowe
Podstawki 16–22 × 5,5–7 μm, 4-zarodnikowe, maczugowate. Cheilocystydy 25–60 × 8–15 μm, szeroko wrzecionowate, zwężające się ku podstawie, szkliste, często z czapeczką śluzową na wierzchołku, cienkościenne. Skórka w kapeluszu składająca się z promieniście ułożonych, cienkościennych, szklistych strzępek o szerokości 3,5–4,5 μm z licznymi krótkimi cylindrycznymi naroślami. Pileocystydy 15–35 × 4–8 μm, liczne, o zmiennym kształcie, maczugowate lub cylindryczne, często rozgałęzione, szkliste, cienkościenne. Kaulocystydy 8–35 × 5–7 μm, obfite, bardzo zmienne pod względem kształtu, szkliste, niekiedy z kapeluszem śluzowym, cienkościenne. Sprzążki obecne we wszystkich tkankach.

## Występowanie i siedlisko
Opisano występowanie tego gatunku w wielu krajach Europy oraz w Ameryce Północnej i w Chinach. W. Wojewoda w zestawieniu grzybów wielkoowocnikowych Polski przytacza tylko jedno stanowisko, podane przez Andrzeja Nespiaka w Tatrach w 1960 r. Zaznacza, że rozprzestrzenienie tego gatunku na terenie Polski i częstość występowania nie są znane.
Saprotrof rozwijający się na liściach i resztkach drewna liściastego. Według A. Nespiaka występuje w lasach iglastych, zwłaszcza pod świerkami, ale podano to tylko na jednym stanowisku.